# وارتزی
وارتزی (به ایتالیایی: Varzi) یک کومونه در ایتالیا است که در استان پاویا واقع شده است. وارتزی ۵۸٫۸ کیلومتر مربع مساحت و ۳٬۵۱۵ نفر جمعیت دارد و ۴۲۶ متر بالاتر از سطح دریا واقع شده است.